# Clyde Caldwell
Clyde Caldwell (1948) é um ilustrador estadunidense, notório por seus trabalhos realizados para a extinta empresa de jogos de RPG chamada TSR, Inc., comprada pela Wizards of the Coast.

## Ilustrações
- Snake Charmer, 1980
- Escape from Skull Keep, 1981 (Dragon #58)
- Ravenloft, 1983
- Dragons of Despair, 1984
- Dragons of Triumph, 1984
- Pot Luck, 1985
- Artifact of Evil, 1986
- Needle, 1987
- The Coming of Sorrows, 1997
- Dragora's Dungeon, 2001
- Glenraven 2, in the Rift, 1997
- Faerie Mound of Dragonkind, 1987
- A Princess in Perile, 1985
- Flight from Darkenwood, 1985
- Bare Bones, 1993
- Battle Ax, 1993
- The Coming of Sorrows, 1997
- Glory Road, 1995
- Mercenary, 1993
- Cruel Shoes, 1993
- Knight of the Black Roses, 1991
- Dance og the Dead, 1992
- The Wyvern's Spur, 1990
- Artifact of Evil, 1986
- Primitive, 1993
- Dragon's Blood, 1991
- The Coral Kingdom, 1992
- Unconquered, 1986
- The Republic of Darokin, 1989